# Muhammed Sayed

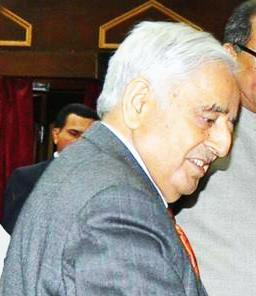
Muhammed Sayed, 2015.

Mufti Muhammed Sayed (Mohammad Sayeed), född 12 januari 1936 i Bijbehara i Jammu och Kashmir, död 7 januari 2016 i New Delhi, var en indisk politiker som var chefsminister (Chief Minister) i delstaten Jammu och Kashmir 2002–2005 och innehade samma post från 2015 fram till sin död.
Sayed företrädde partiet People's Democratic Party (PDP), ett regionalt parti som han själv var med att grunda i juli 1999 för att "övertala den indiska regeringen att påbörja en dialog utan villkor med folket i Kashmir för att lösa Kashmirs problem". Tidigare var han själv medlem i Kongresspartiet, och var med om att bringa Farooq Abdullahs kashmiriska regering på fall 1984. Sayed lämnade Kongresspartiet 1987 och anslöt sig till Janata Dal, vilket gjorde honom till Indiens förste muslimske inrikesminister 1989. Under Narasimha Raos tid vid styret i Kongresspartiet återvände Sayed som medlem, men lämnade åter Kongresspartiet 1999 tillsammans med dottern Mehbooba Mufti för att bilda People's Democratic Party.